# Monaco i olympiska vinterspelen 1984
Monaco deltog med en deltagare vid de olympiska vinterspelen 1984 i Sarajevo. Landets deltagare erövrade ingen medalj.